# Varat och intet
Varat och intet (originaltitel L'Être et le néant: Essai d'ontologie phénoménologique), publicerad 1943, betraktas allmänt som den franske filosofen Jean-Paul Sartres viktigaste teoretiska arbete. I boken beskriver och tolkar han hela tillvaron i dess grundande. Alla de stora ämnena avhandlas: medvetandet, handlingen, friheten, ansvaret, moralen, döden etcetera. Sartre förfäktar, att individens existens föregår individens essens.
Sartre tar även upp relationerna människor emellan. Den grundläggande intentionen med "Varat och intet" är att definiera medvetandet som transcendent.
I Frankrike röstades detta fenomenologiska verk fram till plats 13 på listan över århundradets 100 böcker enligt Le Monde.